# ジュディス・マーティン
ジュディス・マーティン（Judith Martin、1938年9月13日 - ）は、アメリカ合衆国のジャーナリスト、作家であり、ミス・マナーズ(Miss Manners)のペンネームで知られるマナーの権威である。

## 若年期と初期のキャリア
彼女の父のジェイコブ・パールマン(Jacob Perlman)は、1898年に当時はロシア帝国領だったビャウィストク（現 ポーランド領）で生まれ、1912年にアメリカに移住した。1925年にウィスコンシン大学で経済学の博士号を取得した。ジェイコブは1935年にヘレン・アロンソン(Helen Aronson)と結婚してワシントンD.C.に移り、1938年にジュディスが生まれた。
彼女は幼少期の大部分をワシントンD.C.で過ごし、K-12の教育機関であるジョージタウンデイスクールを卒業し、現在もワシントンD.C.で生活している。父親が国連に所属する経済学者であったため、子供のときには様々な国の首都に住んでいた。彼女はウェルズリー大学を卒業し、英語の学位を取得した。大学卒業後は、ジャーナリストとなり、ホワイトハウスや大使館での社会的出来事の取材をしていた。その後、演劇や映画の評論家となった。

## 「ミス・マナーズ」
1978年から、彼女は「ミス・マナーズ」のペンネームでアドバイスコラムの執筆を開始した。現在では、アンドリュース・マクミール・シンジケーション（ユニバーサル・ユークリック）から週3回配信され、世界中の200を超える新聞に掲載されている。コラムでは、彼女は読者から寄せられたマナーに関する質問に答え、マナーの問題やポライトネスの本質的な性質に関する短いエッセイを書いている。
彼女は、一見単純なルールに基づいたアイデアや意図について書いており、複雑で高度な視点を提供している。彼女はこれを"heavy etiquette theory"（重度のエチケット理論）と呼んでいる。彼女のコラムをまとめた本も多数出版されている。著作の中で、彼女は自分自身のことを第三者的な視点から言及する（"Miss Manners hopes..."（ミス・マナーズは……と望んでいる）など）。
彼女は、アメリカで最も深刻なマナーの問題は「露骨な欲」(blatant greed)であるとしている。彼女が最もよく受ける質問は、何かをした相手に現金の支払いを丁寧に要求する方法であり、彼女は丁寧に行う方法はないと回答している。2番目に多い質問は、現金を贈る場合にいくら贈れば良いかであり、彼女は、それは祝い事の内容や相手との関係、かかった費用などではなく、贈る人が支払える金額によって決まると回答している。
2013年8月29日に、マーティンの子供であるニコラスとジャコビナは、彼女のコラムの公開を始めた。

## その他
彼女は、ジョージ・W・ブッシュ大統領から2005年のアメリカ人文科学賞を受賞した。2006年3月23日、彼女はテレビ番組『コルベア・レポー』の特別ゲスト特派員として、ホワイトハウス番記者団の大統領に対するマナーの分析を行った。
ドミニク・アルジェントは、彼女の著作を題材とした連作歌曲『ミス・マナーズ・オン・ミュージック』(Miss Manners on Music)を作った。
経済学者・労働史学者のセリグ・パールマンは、彼女の伯父である。
スティーヴン・スピルバーグの2017年の映画『ペンタゴン・ペーパーズ/最高機密文書』(The Post)では、ブロードウェイ女優のジェシー・ミューラーがマーティンを演じた。

## 著書
- The Name on the White House Floor
- Gilbert (This was subtitled "A Comedy Of Manners," and was a work of fiction.)
- Style and Substance
- Miss Manners' Guide to Excruciatingly Correct Behavior
  - 日本語訳: ミス・マナーズのほんとうのマナー（片岡しのぶ、金利光 訳）
- Miss Manners Rescues Civilization: From Sexual Harassment, Frivolous Lawsuits, Dissing and Other Lapses in Civility
- Miss Manners on Weddings
- Miss Manners' Guide to a Surprisingly Dignified Wedding with Jacobina Martin
- Miss Manners on Painfully Proper Weddings
- Common Courtesy: In Which Miss Manners Solves the Problem That Baffled Mr.  Jefferson
- Miss Manners' Guide for the Turn-of-the-Millennium
- Miss Manners' Basic Training: Communication
- Miss Manners' Basic Training: The Right Thing To Say
- Miss Manners' Basic Training: Eating
- Miss Manners' Guide to Rearing Perfect Children[9]
- Star-Spangled Manners
- Miss Manners' Guide to Domestic Tranquility: The Authoritative Manual for Every Civilized Household, However Harried
- Miss Manners: A Citizen's Guide to Civility
- No Vulgar Hotel: The Desire and Pursuit of Venice
- Miss Manners Minds Your Business with Nicholas Ivor Martin